# II-79
Die II-79 (bulgarisch Републикански път ІІ-79 Republikanski pat II-79, also Republikstraße II-79) ist eine Hauptstraße (zweiter Ordnung) in Bulgarien.

## Verlauf
Die Straße beginnt an einer Kreuzung mit der I-7 bei Elchowo.
Sie führt im Südwesten des Landes durch hügeliges Terrain und schließt dabei auch durch abzweigende Stichstrecken Dörfer an das bulgarische Hauptstraßenentz an. Das Gebiet, durch die die II-79 führt, ist insgesamt bevölkerungsarm.
Ab Boljarowo verläuft die Strecke Richtung Nordwesten an der Höhenlandschaft Karatepe vorbei mit einem Abstieg nach Sredez. Es folgen bis Burgas die Orte Debelt (mit einem kurzen ausgebauten vierspurigen Abschnitt) und Kostantinowo. In Burgas endet die II-79, nachdem sie den Stadtbezirk Meden Rudnik durchquert, an einem Knotenpunkt mir der II-99.